# 328省道 (浙江省)
328省道又称丽浦线，是中国浙江省省道之一，原编号53省道。S328省道路线的起点是丽水市莲都区城关镇,与330国道相接，至龙泉市上垟镇与福建省S205省道相接，通向浦城县,故又称丽浦线，是龙泉市与云和县重要的对外通道。

## 改建工程
53省道改建一期工程全长8.315公里，分为：龙泉过境段和八都过境段。龙泉过境段路线全长2.77公里，路线起点为53省道石达石改建段，跨龙泉溪，通过凤凰山隧道至上凉亭。八都过境段起于53省道八都高浦村，经金山岙、司下、新建章府会大桥，横跨八都溪，至终点章府会，路线全长5.545公里。工程采用二级公路技术标准设计，设计速度60公里/小时，工程于2008年10月16日开工，工程于2012年12月底完工。